# Кирил Милов
Кирил Милов е български борец. Състезава се на Летните олимпийски игри през 2020 г., провели се през 2021 г. На 3 април 2022 година става европейски шампион в класическата борба в категория до 97 килограма.

## Биография
Роден е на 27 януари 1997 г. в Дупница. На летните младежки олимпийски игри през 2014 г. в Нанкин, Китай печели сребърен медал в категория до 85 кг.
През 2018 г. печели сребърен медал на световното първенство в Будапеща. На финала губи от Муса Евлоев от Русия. През 2019 г. печели сребърен медал по борба класически стил на европейското първенство по борба в Букурещ. На финала губи от Муса Евлоев от Русия.
През март 2021 г. се класира за Олимпийските игри в Токио през 2020 г. През април 2021 се състезава на европейското първенство по борба през 2021 г. във Варшава, но отпада на четвъртфиналите. На летните олимпийски игри в Токио през август 2021 г. отпада на четвъртифинала от иранеца Мохамад Сарави.

## Успехи
- Европейско първенство по борба 2025, Братислава – златен медал
- Европейско първенство по борба 2022, Будапеща – златен медал
- Европейско първенство по борба 2023, Загреб – сребърен медал
- Европейско първенство по борба 2024, Загреб – бронзов медал
- Световно първенство по борба 2022, Будапеща – сребърен медал
- Световно първенство по борба 2018, Будапеща – сребърен медал
- Европейско първенство по борба 2019, Букурещ – сребърен медал